# День і Ніч (мультфільм)
«День і Ніч» (англ. «Day & Night») — короткометражний анімаційний фільм студії Піксар 2010 року. Демонструється у кінотеатрах перед показом анімаційної стрічки «Історія іграшок 3». Це комбінування мальованої 2D- та 3D-анімації. Персонажі намальовані у 2D на чорному фоні, їхній же «вміст» може містити як 2D-, так і 3D-об'єкти. За словами творців, нічого подібного Піксар ще не створював.

## Сюжет
У короткометражці йдеться про події під час зустрічі Ночі з Днем. Бувши двома діаметрально протилежними особистостями, вони один одному не довіряють на початку. Проте, як тільки кожен з них починає бачити іншого у «новому світлі», і в них зароджується дружба, яка допомагає розвиватися їм в індивідуальному плані. Як тільки сонце встає для Ночі і заходить для Дня, вони обмінюються особистостями і розходяться.